# برامبانان
معبد برامبانان هو مجمع معبد هندوسي من القرن التاسع في منطقة خاصة من يوجياكارتا، إندونيسيا، مكرّس إلى الإله تريمورتي باعتباره الخالق (براهما)، الحافظ (فيشنو) والمفوض (شيفا). يقع مجمع المعبد على بعد 17 كم (11 ميل) شمال شرق مدينة يوجياكارتا على الحدود بين مقاطعات جاوا الوسطى ويوجياكارتا.
يعد مجمع المعابد، أحد مواقع التراث العالمي لليونسكو، أكبر موقع للمعبد الهندوسي في إندونيسيا، وواحدًا من أكبر المواقع في جنوب شرق آسيا. ويتميز هذا المبنى بهندسته المعمارية الطويلة والمدروسة، النموذجية للعمارة الهندوسية، والمبنى المركزي الشاهق البالغ ارتفاعه 47 مترا داخل مجمع كبير من المعابد الفردية. يجذب معبد برامبانان العديد من الزوار من جميع أنحاء العالم.

## التاريخ

### أعمال بناء

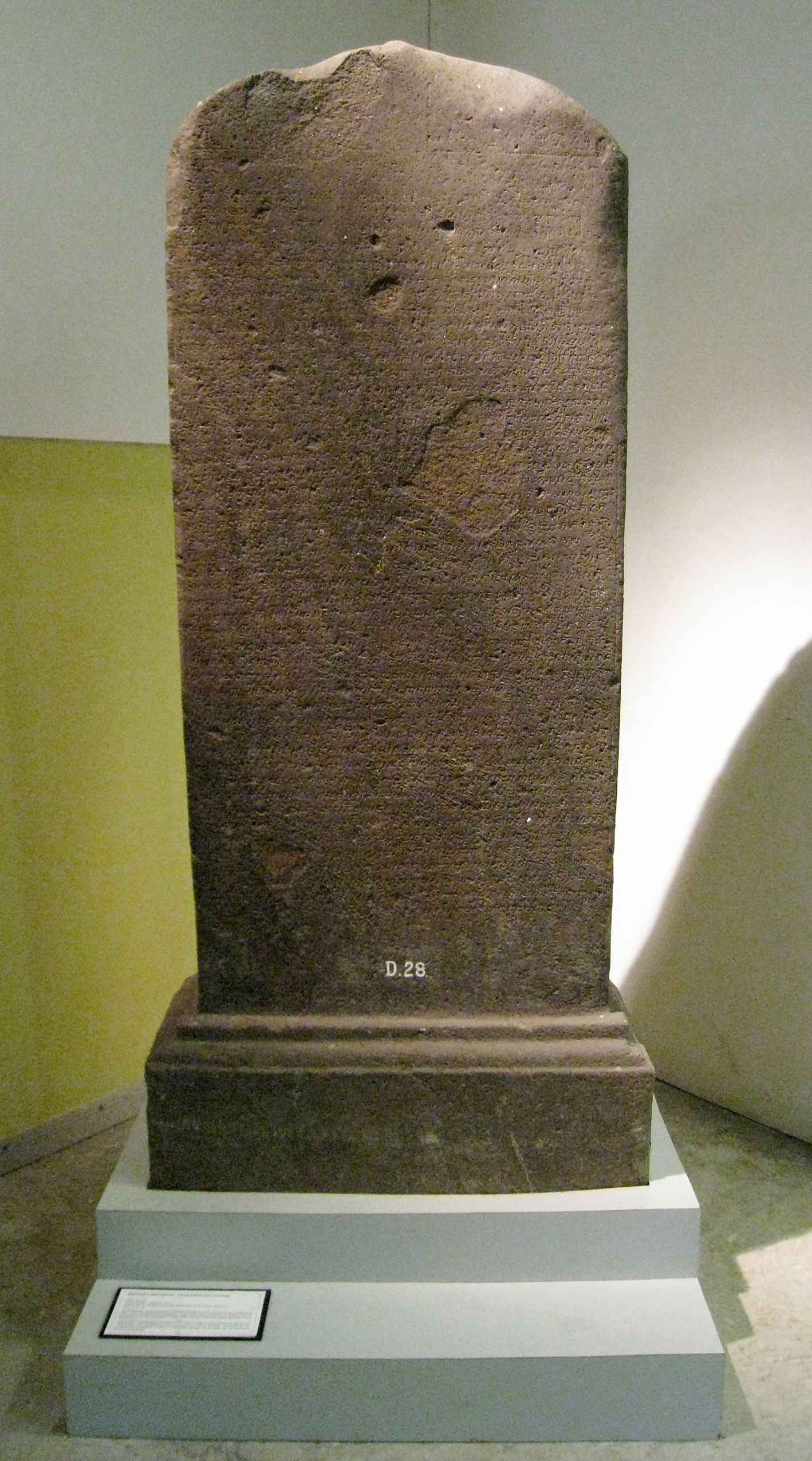
نقش شيفاجرها مؤرخ في عام 856 م.

يعد معبد برامبانان أكبر معبد هندوسي في جاوة القديمة، وقد اكتمل المبنى الأول في منتصف القرن التاسع. ومن المحتمل أن يكون راكاي بيكاتان قد بدأ في الإجابة عن سلالة سانجايا دايناستي على معابد بوروبودور و سيو البوذية في سانليندرا. يشير المؤرخون إلى أن بناء برامبانان ربما كان يهدف إلى تحديد عودة سلالة سانجايا الهندوسية إلى السلطة في جاوة الوسطى بعد ما يقرب من قرن من سيطرة سيليندرا سلالة البوذية. بناء هذا المعبد الهندوسي الضخم يدل على أن محكمة ميدانغ قد حولت رعايتها من البوذية ماهايانا إلى الهندوسية الشيفيتية.
تم بناء المعبد أولاً في الموقع حوالي 850 م من قبل راكاي بيكاتان وتوسعت على نطاق واسع من قبل الملك لاكوبالا باليتنغ مها سامبو في سانجايا ملك مملكة ماتارام. وفقا لنقش شيفاجرا 856 م، تم بناء المعبد لتكريم اللورد شيفا، وكان اسمه الأصلي شيفا-غها (بيت شيفا) أو شيفا-لايا (مملكة شيفا).  وفقا لنقش شيفاجرا، تم تنفيذ مشروع مياه عامة لتغيير مسار نهر بالقرب من معبد شيفاجرا خلال بناء المعبد. النهر، الذي يعرف باسم نهر أوباك، يمتد الآن من الشمال إلى الجنوب على الجانب الغربي من مجمع معبد برامبانان. يقترح المؤرخون أن النهر كان في الأصل منحنيًا أكثر نحو الشرق وكان يعتبر قريبًا جدًا من المعبد الرئيسي. تم إنجاز المشروع عن طريق قطع النهر على طول المحور الشمالي إلى الجنوب على طول الجدار الخارجي لمجمع معبد شيفاجراها. تمتلئ الدورة النهرية السابقة وجعلت مستوى لخلق مساحة أوسع لتوسيع المعبد، والفضاء لصفوف المعابد برفارا (التكميلية).
يقترح بعض علماء الآثار أن تمثال شيفا في غرفة الجدارية (المعبد المركزي) في المعبد الرئيسي قد تم تصميمه على غرار الملك باليتونج، حيث كان يصور تصويره الذاتي بعد الموت.
تم توسيع مجمع المعبد من قبل ملوك ماتارام المتعاقبة، مثل داكسا وتولودونج، مع إضافة مئات من معابد الوردو حول المعبد الرئيسي. كان برامبانان بمثابة المعبد الملكي لمملكة ماتارام، حيث كانت تجري معظم الاحتفالات الدينية والتضحيات في الولاية هناك. في ذروة المملكة، يقدر العلماء أن مئات من البراهمة مع تلاميذهم عاشوا داخل الجدار الخارجي لمجمع المعبد. يقع المركز الحضري ومحكمة ماتارام في مكان قريب من برامبانان بلين.

### الهجر

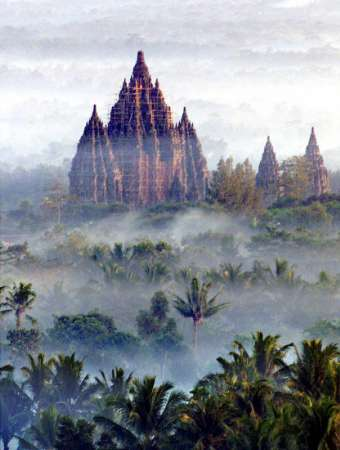
مجمع معبد برامبانان وسط ضباب الصباح.

في عام 1930، وتحولت المحكمة إلى جاوة الشرقية مبو سيندوك، الذي أسس سلالة أسيانا. ثوران بركان جبل ميرابي، يقع شمال برامبانان في وسط جاوة، أو صراع على السلطة ربما تسبب في هذا التحول. هذا يمثل بداية انخفاض المعبد. سرعان ما تم التخلي عنها وبدأت في التدهور.
انهارت المعابد خلال زلزال كبير في القرن السادس عشر. على الرغم من أن المعبد لم يعد مركزًا مهمًا للعبادة، إلا أن الآثار المبعثرة حول المنطقة كانت لا تزال معروفة ومعروفة لدى سكان جاوا المحليين في أوقات لاحقة. وأصبحت التماثيل والأطلال موضوعًا ومصدر إلهام لحكاية لورو جونجران فوكتيل. بعد تقسيم ماتارام سلطانة عام 1755، تم استخدام أطلال المعبد ونهر أوباك لترسيم الحدود بين يوجياكارتا وسوراكارتا (سولو)، والتي تم تبنيها على الحدود الحالية بين يوجياكارتا ومقاطعة جاوة الوسطى.

### إعادة الاكتشاف
عرف السكان المحليون الجاويون في القرى المحيطة بآثار المعبد قبل إعادة اكتشافهم رسميًا، لكنهم لم يعرفوا عن خلفيتها التاريخية: أي ممالك حكمت أو أي ملك أمر بتشييد الآثار. ونتيجة لذلك، طور السكان المحليون حكايات وأساطير لشرح أصل المعابد، التي غرست مع أساطير العمالقة ، وأميرة ملعون. أعطوا ساوة وبارامبانان أصل عجيب. قيلت هذه في أسطورة لورو جونغقرنج التي تم إنشاؤها بواسطة العديد من الشياطين تحت ترتيب باندونغ بوندوزو. إنه أكبر معبد هندى بجافا القديمة.
جذب المعبد الاهتمام الدولي في أوائل القرن التاسع عشر. في عام 1811 خلال الاحتلال البريطاني القصير الأمد لجزر الهند الشرقية الهولندية، جاء كولن ماكنزي، وهو مسّاح في خدمة السير توماس ستامفورد رافل ، على المعابد بالصدفة. على الرغم من أن السير توماس كلف في وقت لاحق بإجراء مسح كامل للأنقاض، إلا أنه ظل مهملاً لعقود من الزمن. قام المقيمون الهولنديون بنقل المنحوتات كزخارف للحديقة واستخدم القرويون المحليون أحجار الأساس لمواد البناء.
سهلت عمليات التنقيب التي قام بها علماء الآثار في ثمانينيات القرن التاسع عشر عمليات النهب. في عام 1918، بدأ الهولنديون بإعادة بناء المجمع وترميمه فقط في عام 1930. ولا تزال جهود الترميم مستمرة حتى يومنا هذا. تم الانتهاء من إعادة بناء معبد شيفا الرئيسي حول عام 1953 وافتتحه سوكارنو. وبما أن الكثير من الأعمال الحجرية الأصلية قد تمت سرقتها وإعادة استخدامها في مواقع البناء النائية، فقد أعاقت عملية الترميم بشكل كبير. نظرًا لحجم مجمع المعبد، قررت الحكومة إعادة بناء الأضرحة فقط إذا توفر 75٪ على الأقل من البناء الأصلي. ولا يمكن الآن رؤية معظم الأضرحة الأصغر إلا في أساسها، دون وجود خطط لإعادة بنائها.

## معرض صور

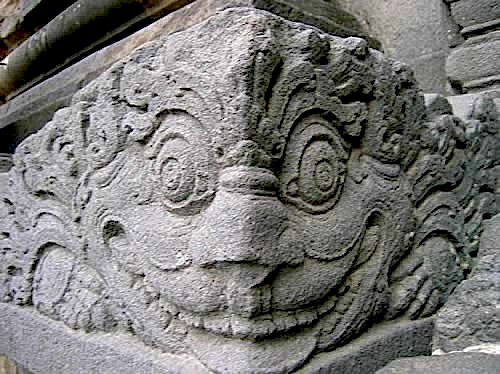
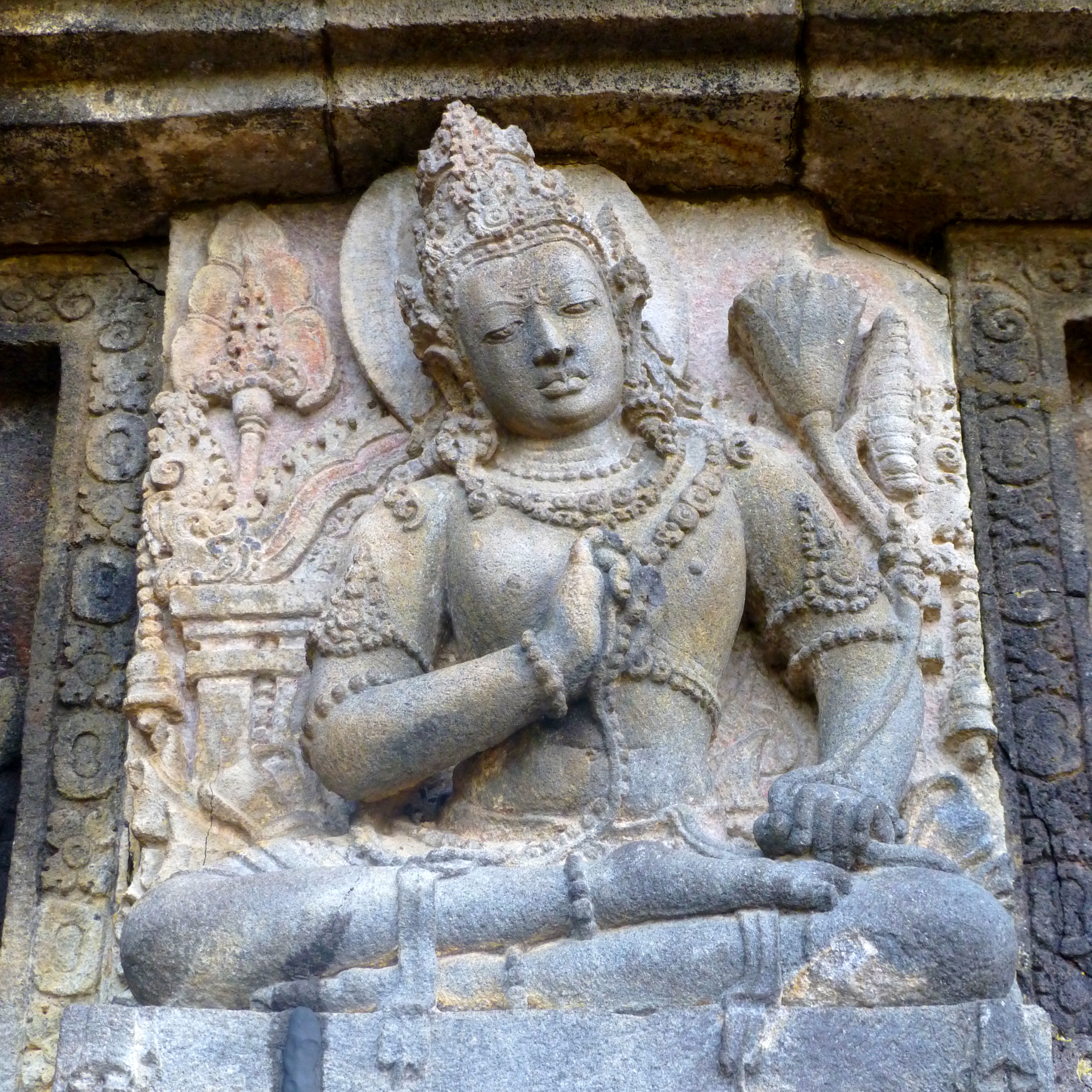
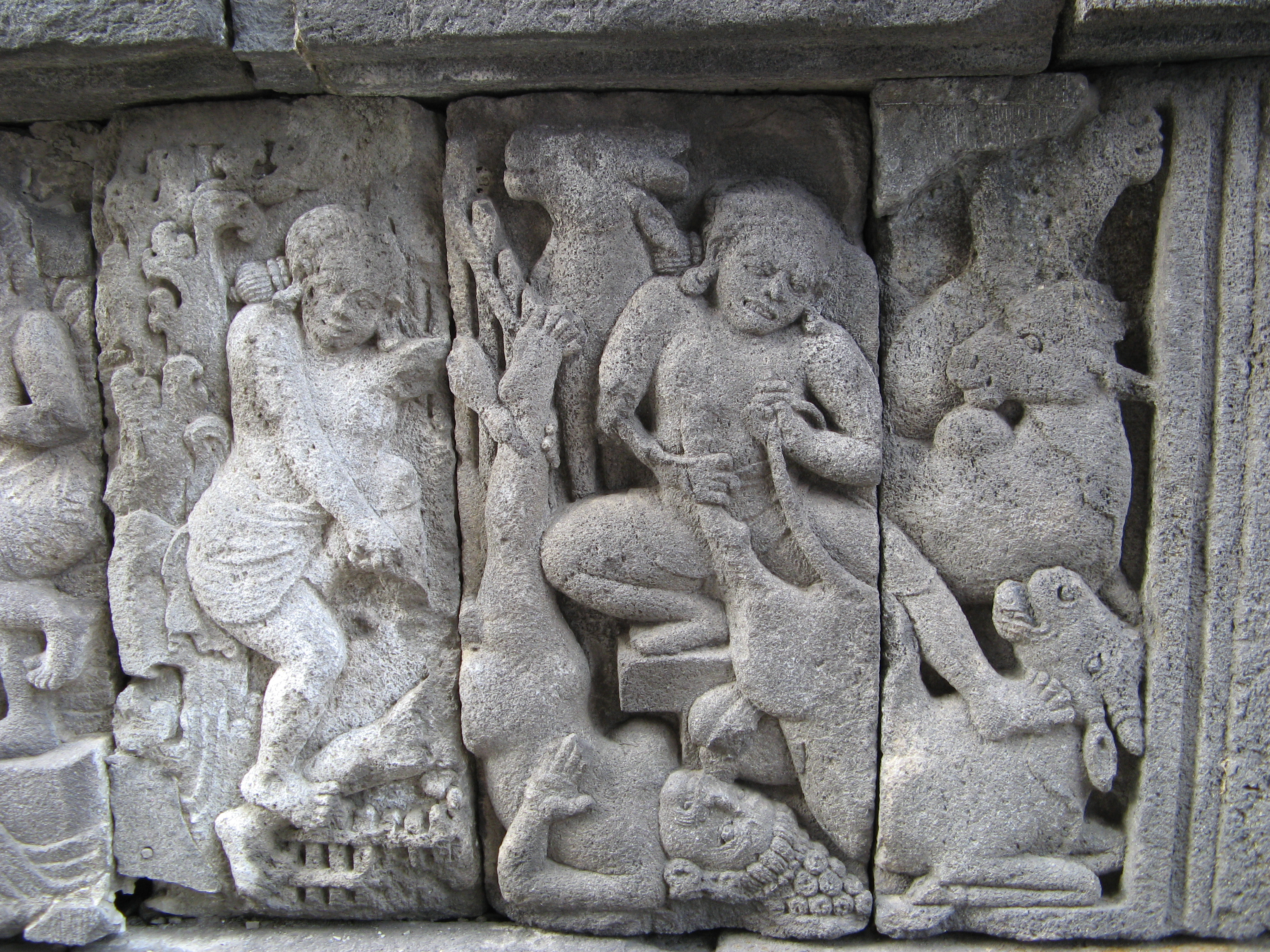
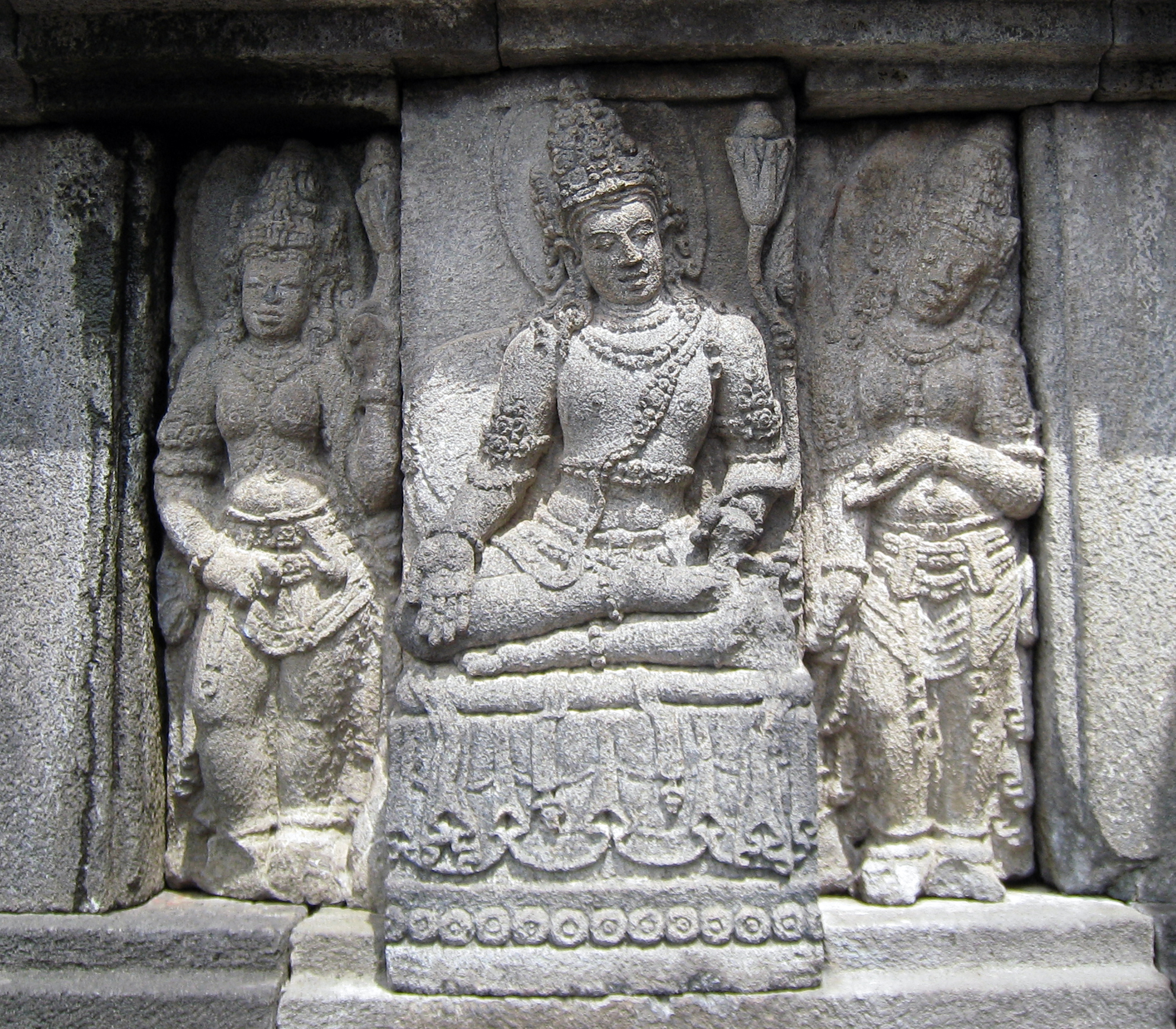
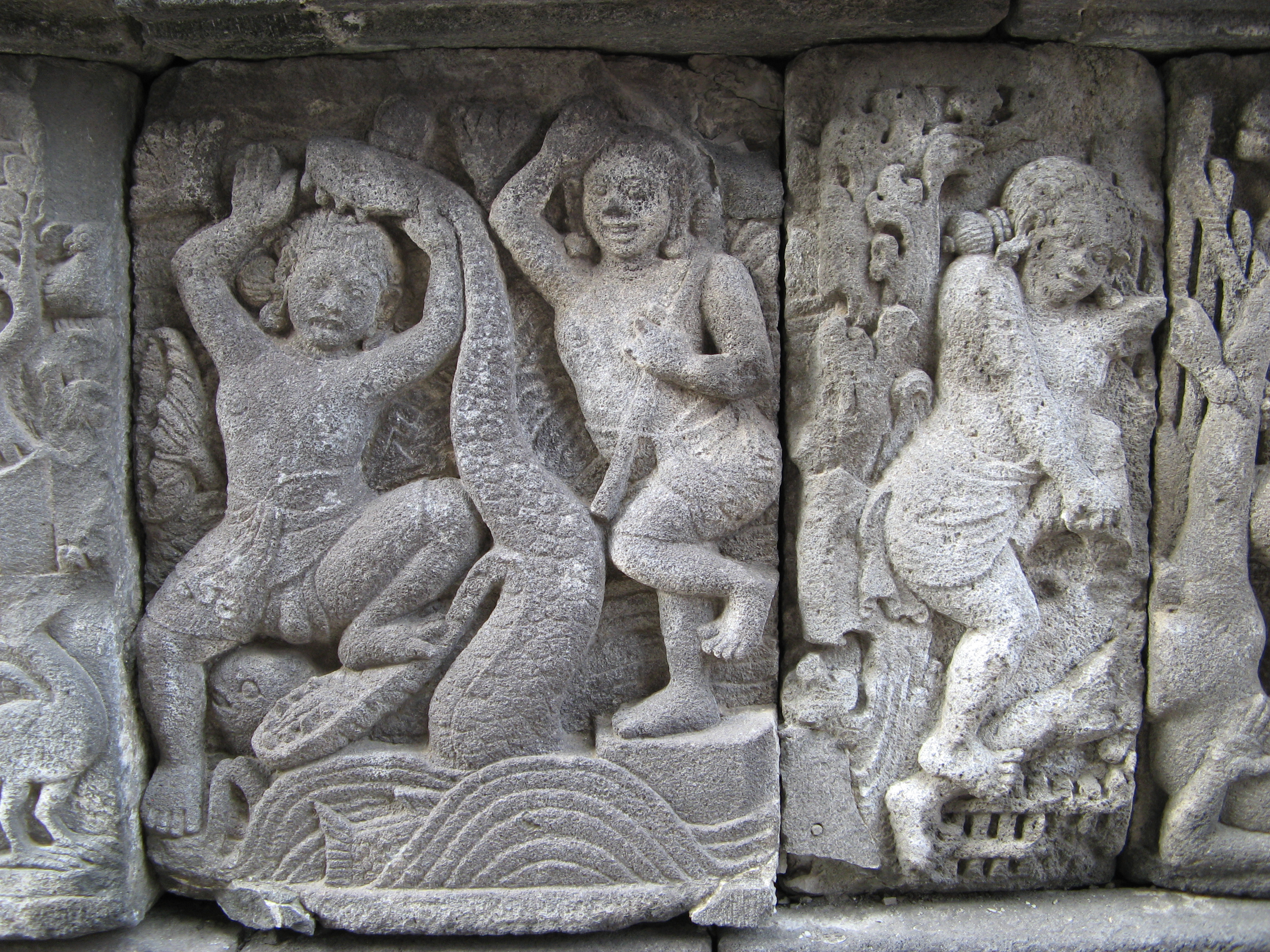
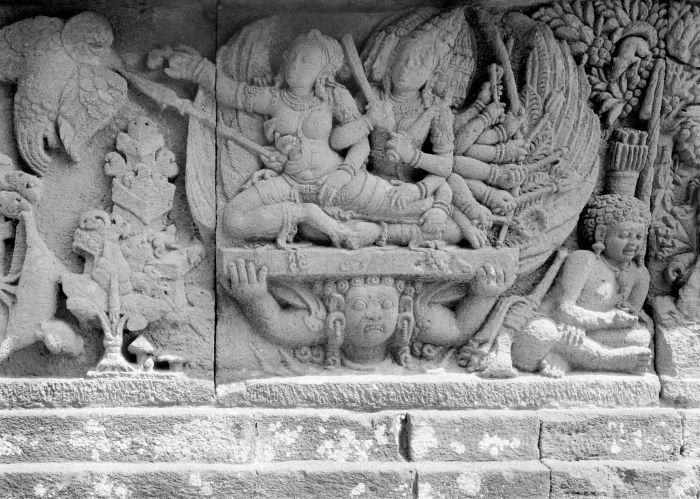